# 모현초등학교
모현초등학교는 대한민국 경기도 용인시 처인구 모현읍 매산리에 있는 공립 초등학교이다.

## 학교 연혁
- 1930년 2월 1일 모현공립보통학교(4년제) 개교
- 1938년 4월 1일 모현공립심상소학교 개칭[1]
- 1941년 4월 1일 모현공립국민학교(6년제) 개칭[2]
- 1945년 4월 1일 능원국민학교 분교
- 1952년 11월 15일 왕산국민학교 분교
- 1985년 9월 1일 병설유치원 설립인가
- 1996년 3월 1일 모현초등학교로 개칭[3]
- 2006년 3월 1일 병설유치원 1학급 편성
- 2006년 9월 1일 학교 급식소 및 다목적강당 개소
- 2007년 11월 1일 인조잔디 운동장 완공
- 2019년 1월 8일 제87회 54명 졸업(총 졸업생 4229명)
- 2020년 1월 3일 제88회 53명 졸업 (총 졸업생 4282명)
- 2020년 10월 6일 하늘마루 체육관 준공
- 2020년 10월 26일 아르체홀 준공
- 2021년 1월 8일 제89회 51명 졸업 (총 졸업생 4333명)
- 2021년 12월 30일 제90회 53명 졸업 (총 졸업생 4386명)
- 2022년 9월 1일 제30대 박선희 교장 취임

## 참고 자료
- 모현초등학교 - 한국교육학술정보원 학교알리미